# Morti nel 1966/Senza giorno specificato
| Questa pagina contiene informazioni ricavate automaticamente dalle voci biografiche con l'ausilio del template Bio e di un bot. L'aggiornamento è periodico e automatico e ricostruisce completamente la pagina. Se manca una persona in questa lista, sei pregato di non aggiungerla, ma accertati piuttosto che la sua voce biografica contenga il template Bio e che i dati anagrafici siano correttamente compilati. Se il template Bio manca, inseriscilo tu stesso o, in alternativa, metti l'avviso {{tmp\|Bio}} che ne segnala la mancanza. Se i dati riportati sono sbagliati, correggi direttamente la voce biografica; le modifiche saranno visibili in questa lista entro pochi giorni. Per chiarimenti vedi il progetto biografie. La lista contiene solo le 75 persone che sono citate nell'enciclopedia e per le quali è stato implementato correttamente il template Bio. Pagina aggiornata al 3 mar 2024. |

- Roy Parker, disegnatore statunitense
- Şehzade Mehmed Şerafeddin, principe ottomano (n. 1904)
- Ali Abd al-Raziq, giurista egiziano (n. 1888)
- Maria Abriani, patriota italiana (n. 1889)
- Margherita Ancona, attivista italiana (n. 1881)
- Gian Battista Bafico, pallanuotista italiano (n. 1895)
- Cesare Bevilacqua, imprenditore italiano (n. 1884)
- Herbert Boeckl, pittore austriaco (n. 1894)
- Esna Boyd, tennista australiana (n. 1899)
- Bruno Brunetti, pittore italiano (n. 1920)
- Emil Brunner, teologo svizzero (n. 1882)
- Aldo Camerino, critico letterario, traduttore e scrittore italiano (n. 1901)
- Cao Rulin, politico e diplomatico cinese (n. 1877)
- Alexandru Cazaban, scrittore rumeno (n. 1872)
- Mario Cereghini, architetto e pittore italiano (n. 1903)
- Giulio Corradino Corradini, giornalista, poeta e scrittore italiano (n. 1886)
- Luigi Corvaglia, filosofo e scrittore italiano (n. 1892)
- George Crone, montatore e regista statunitense (n. 1894)
- Patsy De Forest, attrice statunitense (n. 1894)
- Milan Dedinac, poeta serbo (n. 1902)
- Anastase Dragomir, ingegnere e inventore romeno (n. 1896)
- Alexandre Douala Manga Bell, politico camerunese (n. 1897)
- Gene Dyker, cestista statunitense (n. 1930)
- John Eccles, ammiraglio inglese (n. 1898)
- Emil Fahrenkamp, architetto tedesco (n. 1885)
- Michele Federico, pittore italiano (n. 1884)
- Robert Firth, calciatore e allenatore di calcio inglese (n. 1887)
- Friedrich Wilhelm Foerster, pedagogista e filosofo tedesco (n. 1869)
- Charles Fowkes, ufficiale inglese (n. 1894)
- Max Friz, ingegnere meccanico tedesco (n. 1883)
- Vittorio Giannini, musicista statunitense (n. 1903)
- Giorgio Graziosi, critico musicale italiano (n. 1911)
- Hermann Haack, geografo tedesco (n. 1872)
- Charles Haberkorn, tiratore di fune e lottatore statunitense (n. 1880)
- André Herbemont, ingegnere francese (n. 1893)
- William Ernest Hocking, filosofo statunitense (n. 1873)
- Juan Antonio Iribarren, politico cileno (n. 1885)
- Charlie Jones, calciatore e allenatore di calcio gallese (n. 1899)
- Ruben Pavlovič Katanjan, funzionario sovietico (n. 1881)
- Jeanne Kosnick-Kloss, artista tedesca (n. 1892)
- Otto Lindig, ceramista tedesco (n. 1881)
- Tito Marziali, avvocato, politico e sindacalista italiano (n. 1875)
- Ludwig Meidner, pittore tedesco (n. 1884)
- Mauro Morassi, regista e sceneggiatore italiano (n. 1925)
- Mario Mossa De Murtas, pittore e incisore italiano (n. 1891)
- Valdemar Mota, calciatore portoghese (n. 1906)
- Pierre Mouchot, editore e fumettista francese (n. 1911)
- Domenico Mustilli, archeologo italiano (n. 1899)
- James R. Newman, matematico statunitense (n. 1907)
- Bernardo de Pace, musicista e attore italiano (n. 1886)
- Otello Perugini, politico e antifascista italiano (n. 1894)
- Giuseppe Pettine, compositore e mandolinista italiano (n. 1874)
- Quincy Porter, compositore statunitense (n. 1897)
- Alberto Pozzi, calciatore italiano (n. 1902)
- Celso Ranieri, generale e aviatore italiano (n. 1900)
- Georg Rickhey, ingegnere tedesco (n. 1898)
- Rinaldo Roggero, calciatore italiano (n. 1891)
- Anna Rosemond, attrice statunitense (n. 1886)
- Giovan Battista Santangelo, ingegnere italiano (n. 1889)
- Antonio Santillán, regista e sceneggiatore spagnolo (n. 1909)
- Giuditta Scalini, scultrice italiana (n. 1912)
- Giorgio Scudellari, fumettista e animatore italiano (n. 1908)
- Bob Spottiswood, calciatore e allenatore di calcio inglese (n. 1884)
- Hugh Stanislaus Stange, scrittore, compositore e regista statunitense (n. 1894)
- John Tartamella, mafioso italiano (n. 1892)
- George Theunis, politico belga (n. 1873)
- Aldo Torti, judoka e dirigente sportivo italiano
- Stefano Tuscano, poeta italiano (n. 1893)
- Arthur Israel Vogel, chimico inglese (n. 1905)
- Jakob Walter, calciatore svizzero (n. 1885)
- Fritz Walther, imprenditore e inventore tedesco (n. 1889)
- Helmut Weitz, pittore e grafico tedesco (n. 1918)
- Kōtarō Yoshida, artista marziale giapponese (n. 1883)
- Bernhard Zondek, medico tedesco (n. 1891)
- William Zorach, pittore e scultore statunitense (n. 1887)